# Ізбиця (річка)
Ізбиця (рос. Избица) — річка в Росії, у Льговському й Рильському районах Курської області. Ліва притока Сейму (басейн Дніпра).

## Опис
Довжина річки 25 км, площа басейну 93 км².

## Розташування
Бере початок на південному заході від села Ізносково. Тече переважно на північний захід через Мухін Пруд, Степановку і на південному сході від Стропиці впадає у річку Сейм, ліву притоку Десни.
Населені пункти вздовж берегової смуги: Барашек, Зелений Гай.
Річку перетинає европейский автомобільний шлях Е 38.